# 泰灵恩
泰灵恩（荷蘭語：Teylingen，荷蘭語：[ˈtɛilɪŋə(n)] ⓘ）是荷兰南荷兰省的一个市镇，于2006年1月1日由原市镇薩森海姆（Sassenheim）、福爾豪特（Voorhout）及瓦爾蒙德（Warmond）合并而成。它以泰灵恩城堡（Slot Teylingen）得名，后者坐落于福爾豪特内的薩森海姆北边沿。

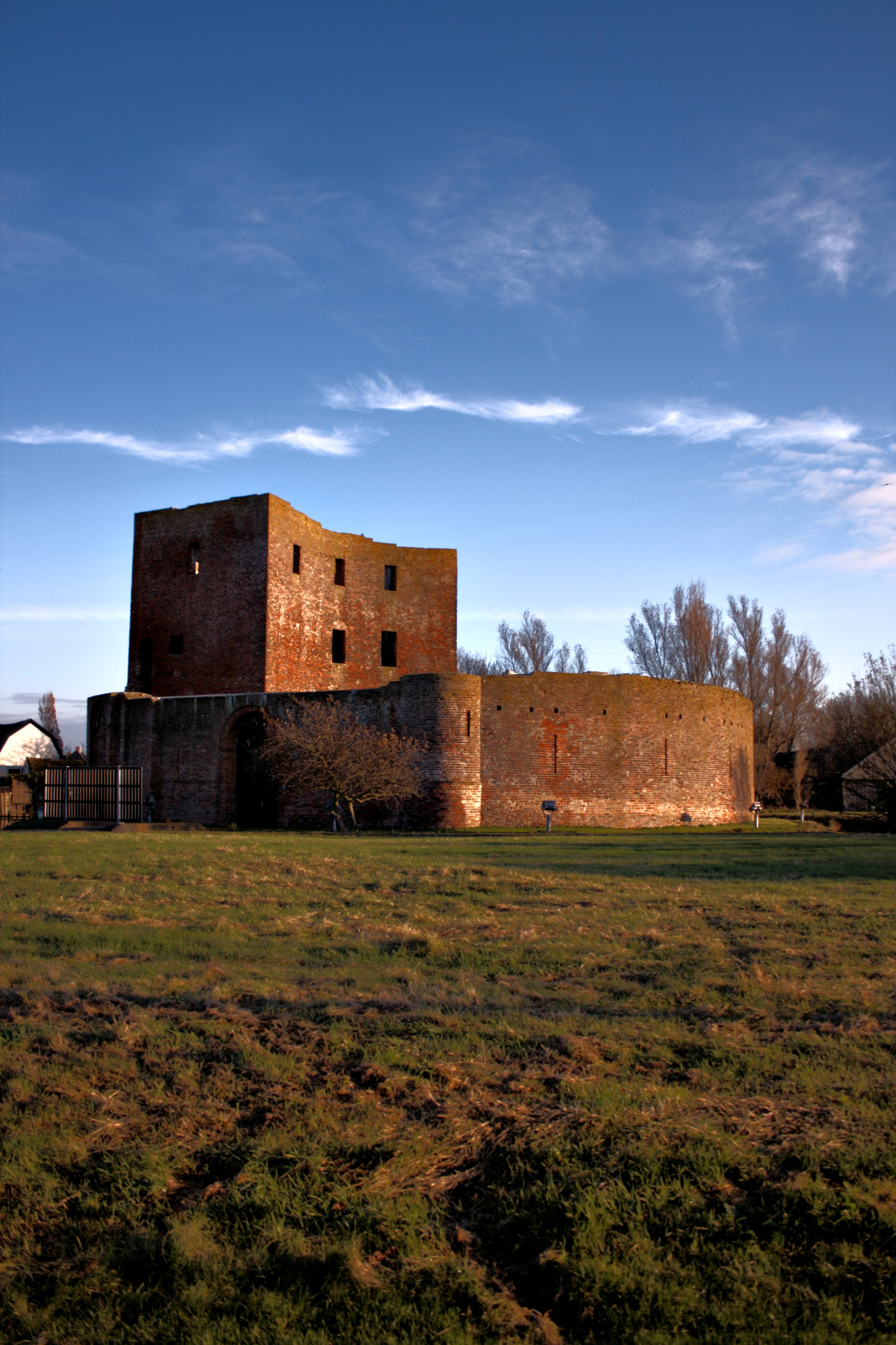
泰灵恩城堡遗址